# Comunidade foral
Comunidade Foral é a denominação oficial desde 1982 da comunidade autónoma de Navarra, Espanha. O nome diferenciado reflete a singularidade do regime de autogoverno baseado nos direitos históricos (fueros; com algumas semelhanças com os forais em Portugal) reconhecidos por uma disposição adicional da constituição espanhola de 1978, a qual diz o seguinte:
| “ | A Constituição ampara e respeita os direitos históricos dos territórios forais. A atualização geral do dito regime foral levar-se-à a cabo, no seu seu caso, no âmbito da Constituição e dos Estatutos de Autonomia. | ” |

Atualmente (2011), os únicos territórios de Espanha com regime foral em vigor são as deputações provínciais do País Basco e Navarra.

## Diferença entre aforalidadeem Navarra e no País Basco
O nome Comunidade Foral aplica-se unicamente a Navarra. Apesar do País Basco espanhol também possuir um sistema foral próprio, este é aplicado a cada uma das três províncias bascas separadamente (Álava, Biscaia e Guipúscoa), mas não à Comunidade Autónoma basca no seu conjunto. Por esse motivo, embora os governos provinciais bascos se chamem deputações forais (em castelhano: diputaciones forales; em basco: foru aldundi), o País Basco não se chama Comunidad Foral, mas sim Comunidad Autónoma. No caso de Navarra, em 1984 o governo local deixou de se chamar  Diputación Foral de Navarra para se passar a denominar Governo de Navarra para que pudesse ser adotado o nome Comunidad Foral de Navarra.

## A foralidade navarra e basca na Espanha das autonomias
Na sequência do restauração da democracia, a constituição espanhola dotou de autonomia as comunidades que formavam a unidade constitucional. Assim se fez com as províncias bascas da Biscaia e de Guipúscoa, que tinham perdido os seus direitos forais após a guerra civil, por serem consideradas traidoras do regime franquista devido a terem apoiado a facção republicana. Álava manteve os seus forais durante o franquismo, pelo que o estatuto foral apenas foi reafirmado.

No caso de Navarra não foi necessário conceder autonomia, pois ela já existia em virtude da legislação de 1841, quando deixou de ser um reino autónomo (embora dependente de Espanha, com a qual partilhava o monarca) para se converter numa deputação foral dentro do Reino de Espanha. Como foi assinalado pelo Tribunal Constitucional, foi constituída uma comunidade foral com regime de autonomia e instituições próprias, de acordo com as características singulares do regime foral navarro. Este acesso à autonomia à margem do Título VIII da constituição era amparado pela Disposição Adicional Primeira e foi confirmado pelo artigo 2.1:
| “ | Os Direitos originários e históricos da Comunidade Foral de Navarra serão respeitados e amparados pelos poderes públicos de acordo com a lei de 25 de outubro de 1839, a lei paccionada de 16 de agosto de 1841 e disposições complementares, à presente lei orgânica e à Constituição, em conformidade com o previsto no parágrafo primeiro da sua disposição adiconal primeira. | ” |

As sentenças do Tribunal Constitucional 16/184 de 6 de fevereiro e 104/1990 de 20 de setembro fazem referência à via peculiar de acesso ao regime autonómico navarro, amparando-se precisamente naquela disposição.

## Efeitos da foralidade
A denominação como foral revestese de características especiais que vão além do nome, estabelecendo vários privilégios, dos quais o que mais se destaca é o que permite a Navarra, Álava, Biscaia e Guipúscoa a gestão dos seus próprios impostos, mediante o sistema do Convénio Económico (para Navarra) e do Concierto económico (para o País Basco). Com este sistema, tanto Navarra como as províncias bascas estão isentas do sistema de financiamento autonómico espanhol.
No caso de Navarra, a denominação foral faz com que essa comunidade seja a única de Espanha que carece de Estatuto de Autonomia, já que a institucionalização da Comunidade Foral de Navarra foi realizada mediante a Ley Orgánica de Reintegración y Amejoramiento del Régimen Foral de Navarra (ou abreviadamente Amejoramiento de Navarra ou LORAFNA) de 1982, que implicou o retorno ao status de 1841 e a manutenção dos forais (fueros) seculares.